# Lijst van bouwwerken van Theo Molkenboer
Dit is een lijst van bouwwerken van architect Theo Molkenboer (1796-1863).
Molkenboer was een van de belangrijkste architecten van het neoclassicisme en de vroege neogotiek en was in de eerste helft van de negentiende eeuw de meest prominente bouwmeester van katholieke kerken in Nederland.
| Bouw      | Naam                                         | Plaats                   | Bijzonderheden | Afbeelding |
| --------- | -------------------------------------------- | ------------------------ | --- | ---------- |
| 1828      | Kapel op de begraafplaats Zijlpoort          | Leiden                   | De nieuwe voorgevel is van 1890 |            |
| 1831-32   | Hervormde kerk                               | Nieuwveen                | |            |
| 1834-1836 | Petruskerk                                   | Leiden                   | Door brand verwoest in 1933 |            |
| 1835-1837 | OLV Onbevlekt Ontvangen- of Hartebrugkerk    | Leiden                   | |            |
| 1838-39   | O.L. Vrouw Hemelvaartkerk of Mon-Pèrekerk    | Leiden                   | Verbouwd tot zwembad in 1925, afgebroken in 1979                                                                                                |            |
| 1838-39   | Fabriek van Le Poole                         | Leiden                   | Afgebroken in 1963 |            |
| 1842      | Sint-Adrianuskerk                            | Langeraar                | Afgebroken in 1902 |            |
| 1843-44   | Sint-Johannes de Doper Onthoofdingkerk       | Zoeterwoude              | Afgebroken in 1904 |            |
| 1843      | Seminarie Kuilenburg                         | Culemborg                | Afgebroken in 1976 |            |
| 1843      | Sint-Martinuskerk                            | Voorburg                 | Afgebroken in 1893 |            |
| 1843-44   | Seminarie                                    | Warmond                  | |            |
| 1843-45   | Winkel van Sinkel                            | Leeuwarden               | Gesloten in 1891 |            |
| 1845      | Sint-Laurentiuskerk                          | Voorschoten              | Uitbreiding. Afgebroken in 1868 |            |
| 1845      | Pastorie                                     | Bodegraven               | |            |
| 1845-46   | OLV Visitatiekerk                            | Oosterblokker            | Gemeentelijk monument |            |
| 1846      | Sint-Bavokerk                                | Oud-Ade                  | Afgebroken in 1868 |            |
| 1846      | Pastorie                                     | Rijpwetering             | |            |
| 1846      | OLV Hemelvaart- of Elleboogkerk              | Amersfoort               | Vergroting bestaande kerk |            |
| 1846-47   | Sint-Franciscus van Assisikerk               | Bolsward                 | Afgebroken in 1932 |            |
| 1846-47   | Seminarie Hageveld                           | Voorhout                 | Gesloopt in 1980 |            |
| 1846-47   | Sint-Josephkerk                              | Zeist                    | Afgebroken in 1981 |            |
| 1847      | Winkel van Sinkel                            | Rotterdam                | Bij het bombardement van 1940 verloren gegaan                                                                                                   |            |
| 1847      | Klooster OLV van Amersfoort                  | Amersfoort               | Uitbreiding |            |
| 1848      | Sint-Michaëlkerk                             | Zwolle                   | Verbouwd in 1890 |            |
| 1848-49   | Sint-Nicolaaskerk                            | Lutjebroek               | Afgebroken in 1877 |            |
| 1848-50   | Sint-Bartholomeüskerk                        | Poeldijk                 | Afgebroken in 1926 |            |
| 1848-1849 | Sint-Martinuskerk                            | Bolsward                 | Buiten gebruik gesteld in 1932 |            |
| 1849-1851 | Sint-Martinuskerk                            | Westwoud                 | Rijksmonument |            |
| 1849-1850 | Sint-Dominicuskerk                           | Utrecht                  | Afgebroken in 1940 |            |
| 1850      | Klooster van de Redemptoristen               | Amsterdam                | |            |
| 1850-52   | H. Geesthofje                                | Leiden                   | Ook wel Hofje van Sprongh geheten |            |
| 1850      | Sint-Dominicuskerk                           | Leeuwarden               | Afgebroken in 1937 |            |
| 1851      | Sint Franciscus Xaveriuskerk                 | Amersfoort               | Verbouwing |            |
| 1851-52   | Sint-Victorkerk                              | Noordwijkerhout          | |            |
| 1851-1855 | Sint-Walburgiskerk                           | Arnhem                   | Restauratie en uitbreiding van de bestaande kerk met een koor. In 2013 is de kerk gesloten                                                      |            |
| 1852-1853 | Sint-Petrus en Pauluskerk                    | Soest                    | Schip en koor zijn in 1968 vervangen. De voorgevel is nog oorspronkelijk                                                                        |            |
| 1852-53   | Hervormde kerk                               | Alphen aan den Rijn      | Verbouwing, afgebroken in 1916 |            |
| 1852-1855 | Michaëlskerk                                 | Westerblokker            | Tussen 1970 en 2000 in gebruik als tapijtdiscount, in de volksmond heet deze kerk dan ook de Tapijtkerk. In 2014 is een nieuwe spits geplaatst. |            |
| 1852-1854 | Onze-Lieve-Vrouwekerk of Redemptoristenkerk  | Amsterdam                | |            |
| 1853      | Sint-Piusgesticht                            | Amsterdam                | |            |
| 1854      | Sint-Petrus' Bandenkerk                      | Krommenie                | Afgebroken in 1955 |            |
| 1853-1854 | Sint-Martinuskerk                            | 't Veld                  | |            |
| 1854      | Sint-Catharinakerk                           | Amsterdam                | Vergroting bestaande kerk. Gesloten in 1934, afgebroken in 1939. Thans staat hier de Universiteitsbibliotheek                                   |            |
| 1853-54   | Sint-Vituskerk                               | Hilversum                | Verbouwing, afgebroken in 1890 |            |
| 1853-56   | Sint-Petrus' Bandenkerk                      | Roelofarendsveen         | Afgebroken in 1969 |            |
| 1854-55   | Sint-Martinuskerk                            | Wehl                     | Afgebroken in 1916 |            |
| 1855      | OLV Onbevlekt Ontvangenkerk                  | Zoeterwoude              | Verbouwing. Afgebroken in 1896 |            |
| 1855-1856 | O.L. Vrouw Onbevlekt Ontvangenkerk           | Overveen                 | |            |
| 1856-57   | Sint-Hiëronymuskerk                          | Wognum                   | Afgebroken in 1971 |            |
| 1856      | Seminarie Kuilenburg                         | Culemborg                | Uitbreiding, afgebroken in 1976 |            |
| 1856-57   | Sint-Josephkerk                              | Haarlem                  | Uitbreiding |            |
| 1856      | OLV Geboortekerk                             | Hoogmade                 | Verbouwing toren |            |
| 1856-58   | Sint-Nicolaaskerk                            | Purmerend                | Afgebroken in 1954 |            |
| 1856-57   | Sint-Johannes de Doperkerk                   | Noord-Scharwoude         | Verbouwing, afgebroken in 1918 |            |
| 1856-1860 | Lambertuskerk                                | Helmond                  | |            |
| 1856-57   | Sint-Odulphuskerk                            | Bakhuizen                | Afgebroken in 1917 |            |
| 1856-58   | Sint-Bavokerk                                | Schoten                  | Afgebroken in 1935 |            |
| 1857      | Sint-Willibrordus binnen de Veste of De Duif | Amsterdam                | |            |
| 1857-58   | Jacobus de Meerderekerk                      | Vlissingen               | Afgebroken in 1938 |            |
| 1857-1861 | O.L. Vrouw ten Hemelopnemingkerk             | Vogelenzang              | |            |
| 1857-59   | Sint-Adelbertuskerk                          | Egmond-Binnen (Rinnegom) | Afgebroken in 1967 |            |
| 1857-59   | Sint-Matthiaskerk                            | Warmond                  | |            |
| 1857-59   | Sint-Jacobus de Meerderekerk                 | Tuitjenhorn              | |            |
| 1858-59   | Gesticht de Goede Herder                     | Zoeterwoude              | Afgebroken in de jaren 1970 |            |
| 1858-59   | Sint-Petrus en Pauluskerk                    | Aarlanderveen            | Uitbreiding, afgebroken |            |
| 1858-60   | Sint-Johannes de Doperkerk                   | Grootebroek              | Afgebroken begin jaren 1920 |            |
| 1858-60   | O.L. Vrouw Geboortekerk                      | Rijpwetering             | |            |
| 1858-60   | Joannes de Doperkerk                         | Hoofddorp                | |            |
| 1858-60   | Franciscus van Saleskerk                     | Lijnden                  | In 2002 als kerk gesloten en verbouwd tot kantoorgebouw                                                                                         |            |
| 1859-60   | Pastorie                                     | Overveen                 | Rijksmonument sinds 1999 |            |
| 1860      | Sint-Vincentius à Paulokerk                  | Volendam                 | |            |
| 1860-61   | Pastorie                                     | Schagen                  | |            |
| 1860-61   | Pastorie                                     | Purmerend                | |            |
| 1861      | Lagere school met onderwijzerswoning         | Warmond                  | |            |
| 1861      | Sint-Agathakerk                              | Beverwijk                | Uitbreiding, afgebroken |            |
| 1861-62   | Sint-Liduinagesticht                         | Schiedam                 | Afgebroken in 1966 |            |
| 1862      | Sociëteit Concordia                          | Leiden                   | Verbouwing, afgebroken |            |
| 1862      | Sint-Jeroenkerk                              | Noordwijk                | Verbouwing, afgebroken in 1927 |            |
| 1862-63   | Johannes de Doperkerk                        | Den Burg                 | |            |
| 1863      | Pastorie                                     | 't Veld                  | |            |
| 1863      | Pastorie                                     | Lijnden                  | |            |
| 1863      | O.L. Vrouw Visitatiekerk                     | 't Zand (Zijpe)          | |            |
| 1863-1865 | St. Jans Geboorte                            | Hoogwoud                 | Voltooid door Jacobus Molkenboer |            |
| 1863-1865 | Willibrorduskerk                             | Den Haag                 | Vergroting bestaande kerk. Voltooid door Jacobus Molkenboer. Afgebroken in 1972                                                                 |            |
| 1866      | Sint-Antonius van Paduakerk (Oud-Beijerland) | Oud-Beijerland           | |            |

## Referentie
- Bertus Bakker, Zuilen zonder last. Architect Theo Molkenboer 1796-1863 (Hilversum 2021)
- Archimon - Architects: Th. Molkenboer (1796-1863)
- Els Hansen: TUSSEN LATWERK EN GIPS, architect Theo Molkenboer en de r.k. kerk van Overveen. (Doctoraalscriptie Universiteit Leiden 1984)